# ジェイムスのきいてNIGHT
ジェイムスのきいてNIGHT（-ナイト）は、2009年10月から2011年3月まで兵庫県にあるラジオ関西で放送されていたラジオ番組である。

## 概要
- タイトルの『きいてNIGHT』の『NIGHT』は、『夜』と『（聞いて）ないと』を掛けた洒落（掛詞）になっている。
- パーソナリティのジェイムス・ヘイブンスは、元々は名古屋（東海地方）で活躍しているディスクジョッキーで、自身初のAMかつ関西圏での番組でもある。
- 番組内容は、開始当初は主に自身の近況や収録当時に起こった出来事について話す30分のトーク番組だった。ただし、自身の近況に関しては、関西圏の放送局でありながら、自身のホームグラウンドである名古屋の話題が多い（これはかつて埼玉県にあるNACK5で持っていた「RADIO J-ACK」と同様である）。また自身が持っている他の番組で話している内容のものと被ることもしばしばである。2010年4月以降、それまでのトーク中心の番組構成から、かかっている曲の共通点を当てるクイズ番組構成に変更。正解した場合、抽選で1000円分のQUOカードがもらえる。なお、クオカードは自腹であると、ラジオ関西の公式サイト内にあるプロフィールで語っている。
- 基本的に洋楽がよくかかるが、アイドル歌謡曲やジャニーズ事務所所属の楽曲もかかる。
- この番組では、自身の特徴の一つでもあるシンセサイザーを用いることはあまりないが、サンプラーを利用して1人2役を演じている。
- ラジオネームの使用は認めていない。これは自身が受け持つ他の番組でも同様である。

## パーソナリティ
- ジェイムス・ヘイブンス
  - 番組進行役。主にボケ役だが、時に立場が逆転することもある。
- ロボ丸
  - サンプラーを利用してジェイムスが演じている。番組でのツッコミ役でもあるが、時に立場が逆転することもある。
- ハチ
  - 番組内で登場する犬。ジェイムスがボケる（もしくはオチを付ける）際に利用されることもある。名前はラジオ関西の周波数（558KHz）にちなんだもの。そのため、番組ジングルには周波数（558 ゴー・ゴー・ハチ）にかけたものもある。

## 放送時間
- 2009年10月 - 2010年3月 金曜 20:00 - 20:30
- 2010年4月 - 2010年6月 水曜 24:00 - 24:30
- 2010年7月 - 2011年3月 木曜 26:30 - 27:00